# شكرية سلطان
شكرية سلطان هي ابنة الشاهزاده العثماني يوسف عز الدين وزوجة سابقة لأمير الكويت الشيخ أحمد الجابر الصباح. وُلدت في 24 فبراير 1906 في إسطنبول، وتوفيت في 1 أبريل 1972 في إسطنبول.